# هنری اف. هالیس
هنری اف. هالیس (به انگلیسی: Henry F. Hollis) سناتور سابق عضو حزب دموکرات ایالات متحده آمریکا بود. وی در سال ۱۹۱۳ تا ۱۹۱۹ میلادی سناتور ایالت نیوهمپشایر در سنای ایالات متحده آمریکا بود.